# Samuel von Cocceji

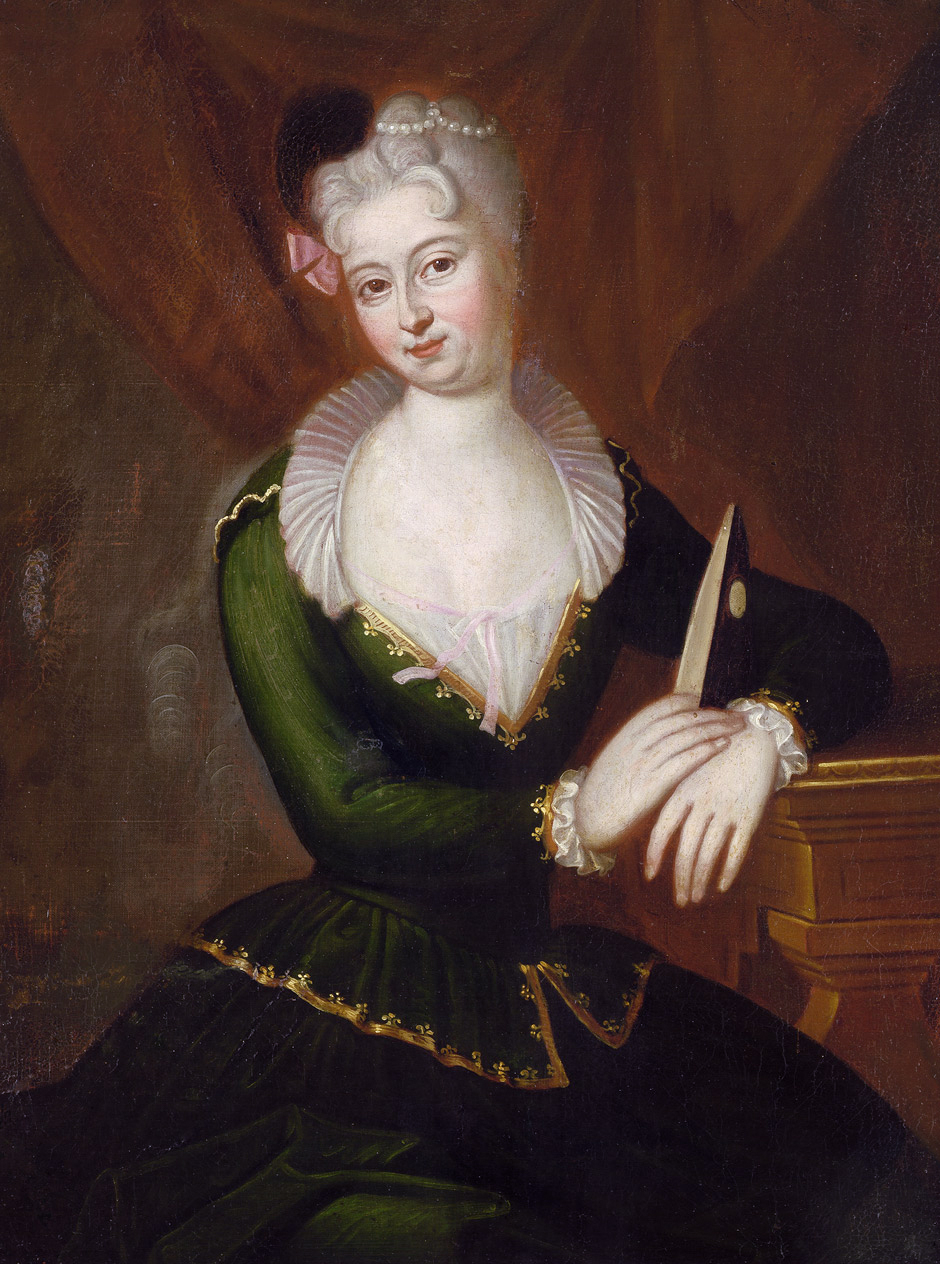
Córka Sophia Susanna von Platen

Samuel von Cocceji (wymowa: kok’ce:ji, ur. 20 października 1679 w Heidelbergu, zm. 4 października 1755 w Berlinie) – niemiecki baron, prawnik.
Rodzina Cocceji (lub Coccejus, pierwotne nazwisko Koch) pochodziła z Bremy i wydała w XVII wieku paru znanych teologów ewangelicko-reformowanych. Ojciec Samuela Heinrich Coccejus (1644–1719), znawca prawa międzynarodowego o europejskiej sławie, był profesorem prawa w Heidelbergu (następcą Samuela von Pufendorfa), potem w Utrechtcie i na koniec we Frankfurcie nad Odrą na uniwersytecie Viadrina. W roku 1702 otrzymał szlachectwo pruskie ze zmianą nazwiska na Cocceji von Cocq.
Samuel studiował prawo na uniwersytecie Viadrina u swego ojca i uzyskał stopień doktora praw w roku 1699, po czym odbył trzyletnią podróż do Italii, Francji, Holandii i Anglii. W roku 1702 powołano go na profesora prawa na uniwersytecie Viadrina. W latach 1711–1713 działał jako delegat Prus przy Sądzie Kameralnym Rzeszy w Wetzlarze. W latach 1714–1715 był pruskim ambasadorem w Wiedniu.
W roku 1723 Cocceji otrzymał stanowisko prezesa pruskiego Sądu Najwyższego (Kammergericht) w Berlinie, w roku 1727 został ministrem sprawiedliwości. Stworzył wtedy jednolitą praktykę sądownictwa dla państwa pruskiego z trzema instancjami sądów i uniezależnił sędziów od junkrów poprzez osadzenie ich na stałych etatach z określonym dokładnie wynagrodzeniem, co wywołało gwałtowne reakcje szlachty pruskiej i spowodowało odwołanie Samuela przez króla Fryderyka Wilhelma I ze stanowiska ministra (1739). Powrócił do łask królewskich za panowania Fryderyka Wielkiego. W marcu 1743 roku został mianowany pierwszym ministrem sprawiedliwości dla Śląska, a w roku 1747 Wielkim kanclerzem Prus (była to funkcja w resorcie sprawiedliwości, nie odpowiadała premierowi) i nadał mu 1749 tytuł baronowski jako Samuel Freiherr von Cocceji, porzucając dodatek von Cocq. Największymi osiągnięciami Coccejiego były przystosowanie prawa śląskiego do prawa pruskiego po zdobyciu krainy przez Fryderyka Wielkiego i stworzenie jednolitego kodeksu prawnego dla całych Prus – Cocceji opublikował swój projekt w latach 1747–1749 (Projekt des codicis Fridericiani Marchiani, Corpus Iuris Fridericianum). Po paru dziesięcioleciach debat, po wprowadzeniu pewnych zmian, przyjęto projekt w roku 1785. Bardzo do Samuela Cocceji przywiązany Fryderyk Wielki napisał po jego śmierci długi list kondolencyjny do wdowy i nakazał ustawić marmurowe popiersie wielkiego prawnika w westybulu Sądu Najwyższego w Berlinie.
Samuel von Cocceji ożenił się z generalską córką Johanną Charlottą von Beschefer (zm. 3 maja 1765), która w posagu wniosła trzy folwarki w księstwie Cammin na ówczesnym Pomorzu Zaodrzańskim: Kleist, Laase i Wusseken. W 1733 wystawił okazały rokokowy pałac na berlińskiej alei Unter den Linden (dziś zwany Opernpalais lub Prinzessinenpalais). Miał dwie córki i trzech synów. Spośród synów najbardziej znany był polski generał Karol Fryderyk Ernest de Cocceji. Baronowska gałąź rodu Cocceji wygasła 12 lipca 1808 z bezdzietną śmiercią najmłodszego syna Samuela, Karola Ludwika, który przez parę lat był żonaty z 10 lat od siebie starszą tancerką baletową Barbarą Campanini.

## Linki zewnętrzne

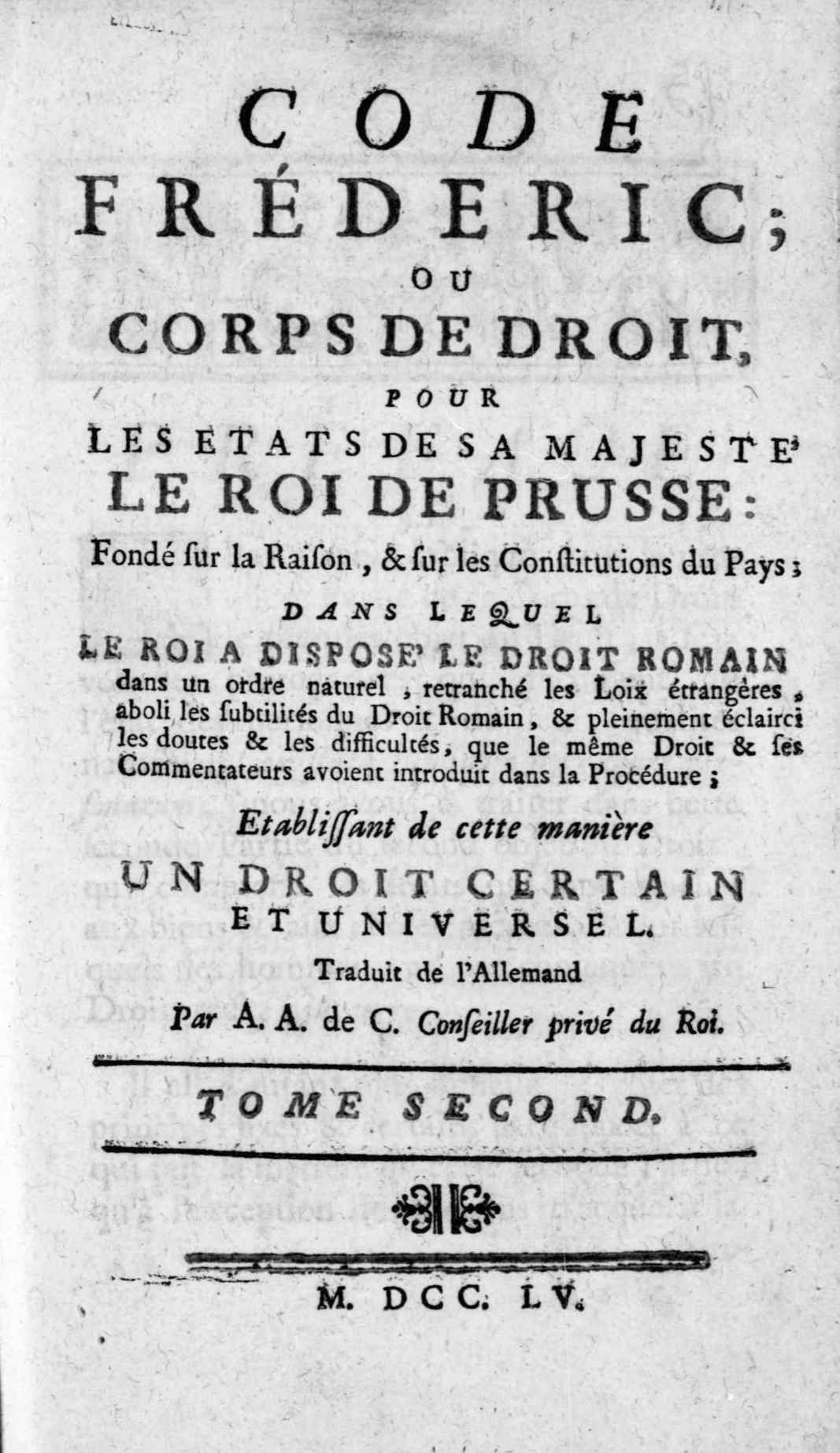
Strona tytułowa Project des Corporis Juris Fridericiani (1752)